# Flamländare
Flamländare (nederländska: Vlamingen) är invånare i Flandern i vid mening, med andra ord såväl den flamländska regionen (norra halvan av Belgien där nederländska är det officiella språket) som Frans-Vlaanderen (i nuvarande Frankrike, huvudsakligen i département Nord) och den södra del av den nederländska provinsen Zeeland som är känd som Zeeuws-Vlaanderen. Båda de sistnämnda områdena var tidigare delar av grevskapet Flandern, vars namn kom att bli benämningen på hela området (trots att delar av nuvarande belgiska Flandern låg i andra furstendömen, av vilka det största var hertigdömet Brabant).

## Kultur och identitet

### Folk och språk
Baserat på språkhistoria antas det allmänt att flamländarna i huvudsak härstammar från de invaderande germanstammarna, snarare än från de galliska stammar som bodde i området redan före romersk tid. På ytan definieras flamländsk kultur genom nederländska språket, ett västgermanskt språk. Detta språk delas med huvuddelen av invånarna i Nederländerna, men dock inte med alla invånare i Belgien, av vilka många talar franska samt en minoritet även tyska. Det finns i strikt mening ingen unik flamländsk litteratur, förutom i betydelsen litterära skolor inom det holländska språket. Böcker skrivna av flamländare och holländare läses av holländsktalande över hela världen, även om en van läsare kan urskilja mindre olikheter i språkbruk. I vid mening läser flamländare böcker på flera språk: inte bara på engelska (som dominerar den vetenskapliga litteraturen), utan också en hel del på franska.
Studenter i Flandern förväntas lära sig två eller till och med tre språk (minst två främmande språk är obligatoriskt i skolsystemet, vanligtvis franska och engelska, men ibland också tyska och/eller ett språk taget ifrån en sekundärvalslista) till en högre nivå än vad som är fallet i många andra länder. Under lång tid var Flandern dominerat av fransk kultur, men från 1960-talet och framåt har anglosaxisk kultur och det engelska språket vuxit i betydelse. Förmågan att tala engelska har förbättrats kraftigt under det senaste halvseklet, medan kunskaperna i franska och tyska har försämrats något.
Många flamländare tenderar också mot flamländsk nationalism (nederländska: ”flamingantisme”), vilket illustreras av de framgångar som partiet Vlaams Belang (och dess föregångare Vlaams Blok) har haft. I Antwerpen, Flanderns största stad, är Vlaams Belang det största partiet och fick år 2000 hela 33% av rösterna. Trots detta verkar huvuddelen av flamländarna acceptera Belgiens federala struktur. Tecken som pekar på detta är sammanbrottet för det andra flamingantpartiet (”Volksunie”) och att övriga partier i Flandern har upprättat en s.k. cordon sanitaire mot Vlaams Belang för att förhindra att de får något inflytande.

### Religion
Uppskattningsvis 75% av flamländarna är katoliker, även om en växande andel av dessa är att betrakta som sekulariserade. Återstoden är huvudsakligen ateister, men det existerar också mindre grupper av protestantiska flamländare, liksom ortodoxa, judiska, muslimska och andra minoriteter.